# Adedire Mebude
Adedire Emmanuel Oluwatofunmi „Dire“ Awokoya-Mebude (* 28. Mai 2004 in London) ist ein schottisch-nigerianischer Fußballspieler. Der Flügelspieler steht beim KVC Westerlo unter Vertrag und ist schottischer U21-Nationalspieler.

## Familie
Mebude wurde als Sohn nigerianischer Eltern in London geboren. Später zog die Familie in das schottische Glasgow. Er besitzt die nigerianische und britische Staatsbürgerschaft. Sein älterer Bruder Dapo (* 2001) ist ebenfalls Fußballspieler.

## Karriere

### Verein
Mebude schloss sich im Alter von zehn Jahren der Nachwuchsabteilung der Glasgow Rangers an, bevor er 2020 zu Manchester City wechselte. Dort spielte der Flügelspieler in den Spielzeiten 2021/22 und 2022/23 mit den A-Junioren (U19) in der UEFA Youth League. Parallel spielte er mit der U23 (ab 2022 als U21) in der Premier League 2, wobei er in der Saison 2022/23 in 26 Spielen 11 Tore erzielte.
Zur Saison 2023/24 wechselte Mebude zum belgischen Erstligisten KVC Westerlo, bei dem er seinen ersten Profivertrag mit einer Laufzeit bis zum 30. Juni 2027 unterschrieb. Zum Beginn der Spielzeit kam er unter Jonas De Roeck zu drei Ligaeinsätzen, ehe er nicht mehr eingesetzt wurde. Daher wechselte der 19-Jährige Anfang Februar 2024 bis zum Saisonende auf Leihbasis zum englischen Zweitligisten Bristol City. Dort kam er allerdings nur zu drei Einwechslungen, sodass er zur Saison 2024/25 wieder nach Westerlo zurückkehrte. Von nun an kam Mebude öfter zum Zuge. Er wurde in 17 von 23 Spielen eingesetzt, stand siebenmal in der Startelf und erzielte zwei Tore.
Ende Januar 2025 wechselte Mebude bis zum Ende der Saison 2024/25 auf Leihbasis in die 2. Bundesliga zum Hamburger SV. Auf den Flügelpositionen konnte er sich unter Merlin Polzin insbesondere gegen Jean-Luc Dompé, Emir Sahiti und Fabio Baldé nicht durchsetzen. Mebude trug vier Einsätze (einmal von Beginn) zum Aufstieg in die Bundesliga bei, stand bei den letzten sieben Zweitligaspielen allerdings nicht mehr im Spieltagskader. Nach dem Saisonende verließ der Schotte den HSV mit seinem Vertragsende und kehrte nach Westerlo zurück.

### Nationalmannschaft
Aufgrund seiner britisch-nigerianischen Doppelstaatsbürgerschaft ist Mebude für den nigerianischen Fußballverband und die vier britischen Fußballverbände (England, Schottland, Wales, Nordirland) spielberechtigt. Mebude spielte in der Vergangenheit für die schottische U16- und U19-Nationalmannschaft und ist aktuell in der schottischen U21 aktiv.

## Erfolge
- Aufstieg in die Bundesliga: 2025 (Hamburger SV)